# 焰 (アルバム)
『焰』（ほのお、The Unforgettable Fire）は、アイルランドのロックバンド、U2のアルバムである。

## 概要
『WAR(闘)』ツアー終了時、ボノは「U2はここで一旦解散し、もう一度同じメンバーで再結成する」と語った。ということで今度こそ脱スティーヴ・リリーホワイトを図ったU2は新しいプロデューサー探しに奔走。『ブラッド・レッド・スカイ=四騎=』を手掛けたジミー・アイオヴィーン、カンやクラフトワークを手掛けたコニー・プランク、ロキシー・ミュージックを手掛けたレット・デイヴィスなどが候補に挙がったが、最終的に『WAR(闘)』の時にも候補に挙がっていて断れらたブライアン・イーノに絞られた。エッジが彼のアンビエント作品のファンだったのだ（なおこの時点で既に「Pride (In the Name of Love)」「The Unforgettable Fire」「A Sort of Homecoming」はほぼ完成していた）。
U2から依頼を受けたイーノはダニエル・ラノワを連れ、彼にプロデュースを任せてキャリアアップを図ってやる魂胆でてダブリンを訪れたところ、すっかりボノに丸め込まれ、2人してプロデュースを引き受けることになった。
水と油に思えたこの組み合わせは音楽業界に衝撃を与え、アイランド・レコード社長クリス・ブラックウェルは、前衛的なミュージシャンが折角売れかけているバンドを破壊してしまうのではないかと恐れ、強硬に反対した。
そしてスレーン城にメンバー・スタッフ一同泊まり込み、約1ヶ月間寝食を共にして作り上げ、ウィンドミル・レーン・スタジオで仕上げを行って完成したたアルバムは、エッジのギターがバンドサウンドの中心ではなく一部になったとも評される、これまでとは一味違うアンビエント風の作品だった。メンバーもこの路線には半信半疑だったが、制作途中のアルバムを聴かされたリリリーホワイトは、「Prideがある限り君たちは大丈夫だ」と彼らを励ました。
原題の「The Unforgettable Fire（忘れざる炎）」とは、広島・長崎への原爆投下を生きのびた被爆者達が描いた絵画のタイトル。アメリカをライブ・ツアー中、シカゴのピース・ミュージアムでこれらを見たU2のメンバーは感銘を受け、ニュー・アルバムのタイトルに取り入れた。シングルカット曲としては、代表曲のひとつとしてライブの定番にもなる「プライド」が有名である。この曲と「7月4日」、「MLK」は公民権運動の指導者マーティン・ルーサー・キング牧師へ捧げられている。

## ジャケット
アルバムが完成してリリースされるまでの約2ヶ月の間にU2のメンバーはアントン・コービンと一緒にアイルランドを旅行してジャケットに使うに相応しい場所を探し、ダブリンとゴールウェイの間のアルスターという町にあるモイドラム城をバックに写真撮影を行った――が、これは1980年にサイモン・マースデンというイギリス人の写真家が出版した『In Ruins: The Once Great Houses of Ireland』という写真集からのパクリで、おかげでバンドはサイモンに幾ばくかの金を払う羽目になった。

## 収録曲
1. ソート・オブ・ホームカミング - "A Sort Of Homecoming"
パウル・ツェランというルーマニアの詩人の「poetry is a sort of homecoming（詩とは一種の帰郷のようなもの）」という詩の一節にインスパイアされて、この曲を作った。ツェランの深い懐疑的精神は以前のU2のメンバーの宗教的確信とは対照的なものだったが、「on borderlands we run...and don't look back（僕たちは国境をゆく/振り返らないまま）」という歌詞の一節は、バンドがロックと信仰との間にある矛盾に適応できるようになったことを示しているとされている。[4] EP「Wide Awake In America」に収録された際、シングルカットされることになったが、イーノとラノワがシングルヴァージョンをなかなか仕上げることができなかったため、急遽、ボウイのプロデュースで有名なトニー・ヴィスコンティを起用した。「The Unforgettable Fire」のデラックス・エディションには、バックコーラスにピーター・ゲイブリエルが参加している「Daniel Lanois remix」が収録されている。                                                                                                             バリー・デブリンが監督したPVがあり、The Unforgettable Fireツアーのパリ、ブリュッセル、ロッテルダム、ロンドン、グラスゴー公演の映像が使用されている。　　　　　　　　　　　　　　　　　　　　
Coldplayのクリス・マーティンのお気に入りで、クリスが娘に初めて歌ってきかせた曲だそうである。[5]またPerl Jamのエディ・ヴェーダーのお気に入りでライブで時々カバーしている。
2. プライド - "Pride (In The Name Of Love)"
3. ワイヤー - "Wire"
「Bad」と同じく、当時、アイルランドで社会問題となっていたヘロイン中毒の蔓延をテーマにした曲。アダムがマリファナを少々やる以外、U2のメンバーはクリーンだが、彼らの友人が何人かヘロイン中毒に陥り、人生を台無しにしてしまった。デラックス・エディションに「Kevorkian 12" Vocal Remix 」と「Celtic Dub Mix 」の2つのリミックスが収録されている。
4. 焰（ほのお） - "The Unforgettable Fire"
5. プロムナード - "Promenade"
この頃ボノとアリは、ダブリンの南にあるBrayという海辺の街へ引っ越した。家は円形砲塔を改装したもので、最上階の寝室の天井はガラス張りになっており、夜空を見上げながら眠れる構造になっていた。近くにはリーグ・オブ・アイルランドに所属するBray Wanderesのグランドがあり（歌詞にfootballが出てくる）、ビリヤード場やファストフード店やレストランやゲストハウスに囲まれた静かな環境だったそうだ。そしてそこには美しい遊歩道（Promenade）があった。曲のテーマは性的欲望のスピリチュアルな側面である。[4]
6. 7月4日 - "4th Of July"
U2のスタジオアルバムに収録されている唯一のインスト曲。 レコーディングが終わりに差しかかっていた頃、アダムがちょっとしたベースラインを弾いているのを耳にしたイーノは、面白いと思って内緒でそれを録音していたのだが、やがてそれにエッジが加わり、アダムのベースに合わせてギターを弾き始めた。イーノはそれを最後まで録音し、少し手を加えて、そのままインスト曲とした。[2]  タイトルが「７月4日」なのはアメリカ独立記念日とはなんの関係もなく、この曲をレコーディングした日が7月4日で、たまたまその日、ボノが名付け親となったエッジの娘ホリーが生まれたので、それを記念してタイトルにした。The Unforgettable Fireツアーでは、サウンドチェックの最後の曲としてよく演奏されていたが、ライブで演奏されたことは1度もない。
7. バッド - "Bad"
8. インディアン・サマー - "Indian Summer Sky"
最初はニューヨークについて書いた曲だったのだが、カナダのトロントに住んでいたボノの友人が、「cool」と「shiny（『光り輝』くという意味）」という2つの感覚に襲われ、その場所は昔、ネイティブ・アメリカンが住んでいた場所だったという話を聞いたボノは、この曲でコンクリート・ジャングル（都会）を彷徨う魂を歌った。[4]
9. プレスリーとアメリカ - "Elvis Presley and America"
「A Sort Of Homecoming」のバックトラックをゆっくり回して、イーノに即興で歌うように勧められ、ボノが吹き込んだ曲。当初、メンバーは単なる曲の素材と考えていたようだが、出来栄えを気に入ったイーノは、そのまま曲にしてしまった。[2]歌詞は、アルバート・ゴールドマンという人物が書いたエルヴィス・プレスリーの曝露本「エルヴィス」に対するアンチテーゼとなっている。後にU2は彼が書いた「ジョン・レノン伝説」のアンチテーゼとして「God PartⅡ」（『Rattle and Hum』収録）を作った。
10. MLK〜マーティン・ルーサー・キング牧師に捧ぐ - "MLK"
「Pride（In The Name Of Love）」と同じく、マーチン・ルーサー・キングに捧げられた曲。

## ビデオ
1985年にはアルバム収録曲のPVとスレーン城でのアルバム制作ドキュメンタリーを収めた30分のミュージックビデオ、『アンフォゲッタブルファイアー・コレクション』 (The Unforgettable Fire Collection) をリリースした。

### 収録内容
- 焰（ほのお） - "The Unforgettable Fire"
- バッド - "Bad"
- プライド - "Pride (In The Name Of Love)"
- ソート・オブ・ホームカミング - "A Sort Of Homecoming"
- メイキング・オブ・焰（ほのお）・ドキュメンタリー - The Making of the Unforgettable Fire documentary

## 評価

### イヤーオブ
- 1984年ホットプレス年間ベストアルバム第2位[6]
- 1984年ホットプレス読者が選ぶ年間ベストアイリッシュアルバム第1位[7]
- 1984年NME年間ベストアルバム50第35位[8]
- 1984年『メロディ・メイカー』年間ベストアルバム第8位[9]
- 1984年Kerrang！年間ベストアルバム第12位[10]
- 1984年OOR（オランダ）年間トップ10アルバム第9位[11]
- 1984年Rockerilla（イタリア）年間ベストアルバム第21位[12]
- 1984年Rockerilla（イタリア）読者が選ぶ年間ベストアルバム第4位[13]

### オールタイム
- 1987年The World Critics Lists第47位[14]
- 1988年Ciao２００１（イタリア）が選ぶベストアルバム100第39位[15]
- 1988年Epoca（イタリア）が選ぶベストアルバム100第21位[16]
- 1989年ロックスター（イタリア）が選ぶベストアルバム100第27位[17]
- 1989年Buscadero（イタリア）が選ぶ80年代ベストアルバム[18]
- 1989年ホットプレスが選ぶオールタイムベストアルバム100第71位[19]
- 1990年Mucchio Selvaggio （イタリア）が選ぶ80年代ベストアルバム[20]
- 1991年「Slipped Discs」が選ぶオールタイムワーストアルバム50第50位 [21]
- 1993年タイムが選ぶオールタイムベストアルバム100第100位[22]
- 1994年ギタリスト・マガジンが選ぶ最も影響力のあるギターアルバム50第30位[23]
- 1994年ギネスが選ぶオールタイムトップアルバム1000第16位[24]
- 1994年ギネスが選ぶオールタイムトップアルバム総合チャート第18位[25]
- 1998年ヴァージンが選ぶオールタイムベストアルバム１1000第169位[26]
- 1998年BBCレディオ２が選ぶトップ100アルバム第48位[27]
- 2000年ヴァージンが選ぶオールタイムベストアルバム1000第15位[28]
- 2000年エルビス・コステロが選ぶ500枚のアルバム[29]
- 2002年ローリングストーン読者が選ぶトップ100アルバム第53位[30]
- 2004年Claus（アイルランド）が選ぶオールタイムベストアイリッシュアルバム第13位[31]
- 2005年ホットプレスが選ぶオールタイムベストアイリッシュアルバム（2005）第16位
- 2006年BBCレディオ２が選ぶオールタイムベストアルバム（2006）第48位[32]
- 2009年アンカット年間ベスト再発アルバム30第25位[33]